# Hauteluce

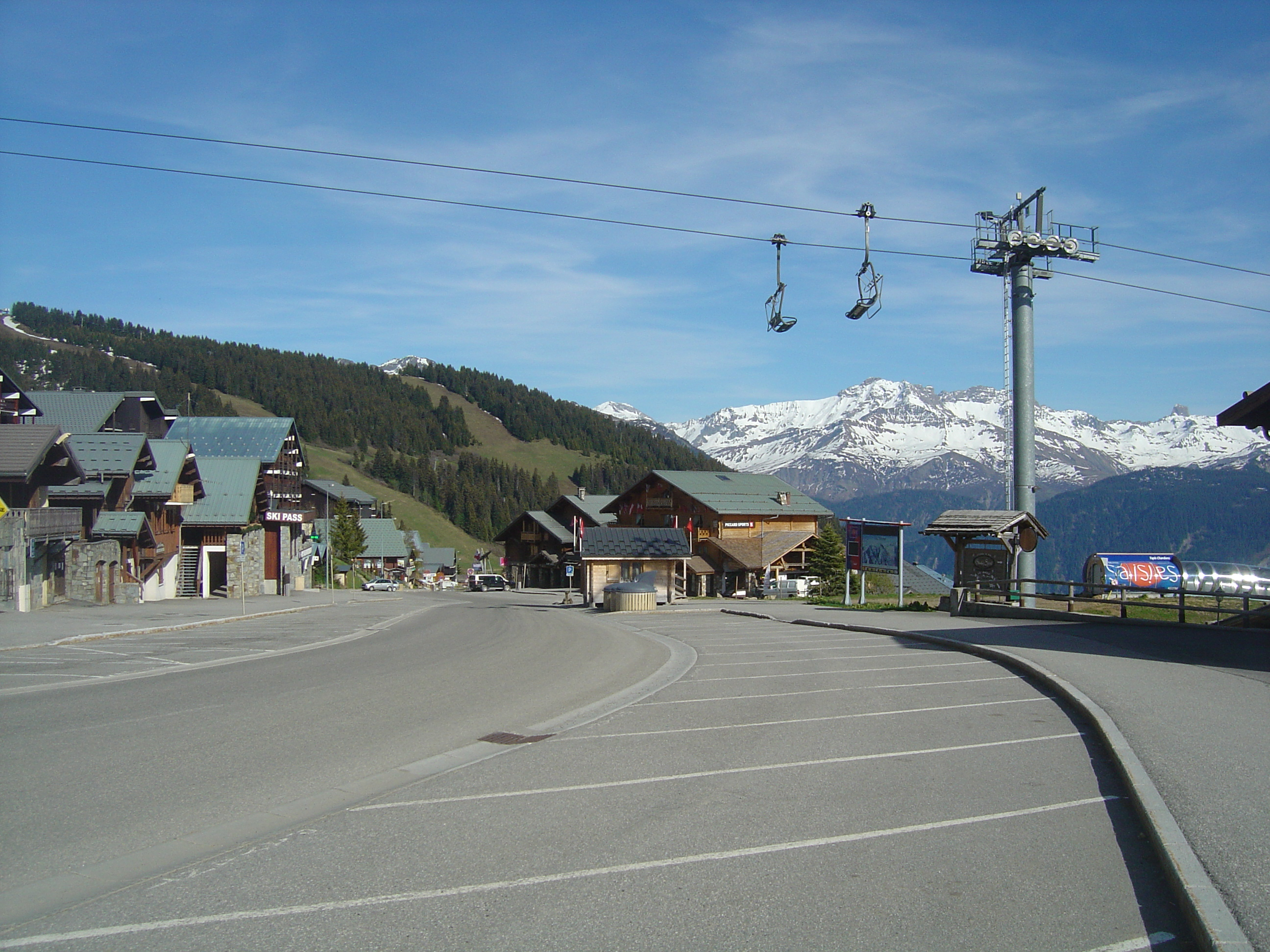
Les Saisies

Hauteluce es una comuna francesa situada en el departamento de Saboya, en la región de Auvernia-Ródano-Alpes.
En la localidad se encuentra la estación de esquí Les Saises. El complejo fue sede de eventos de esquí de fondo durante los Juegos Olímpicos de Invierno de Albertville de 1992.
La principal actividad económica es el turismo.

## Referencias

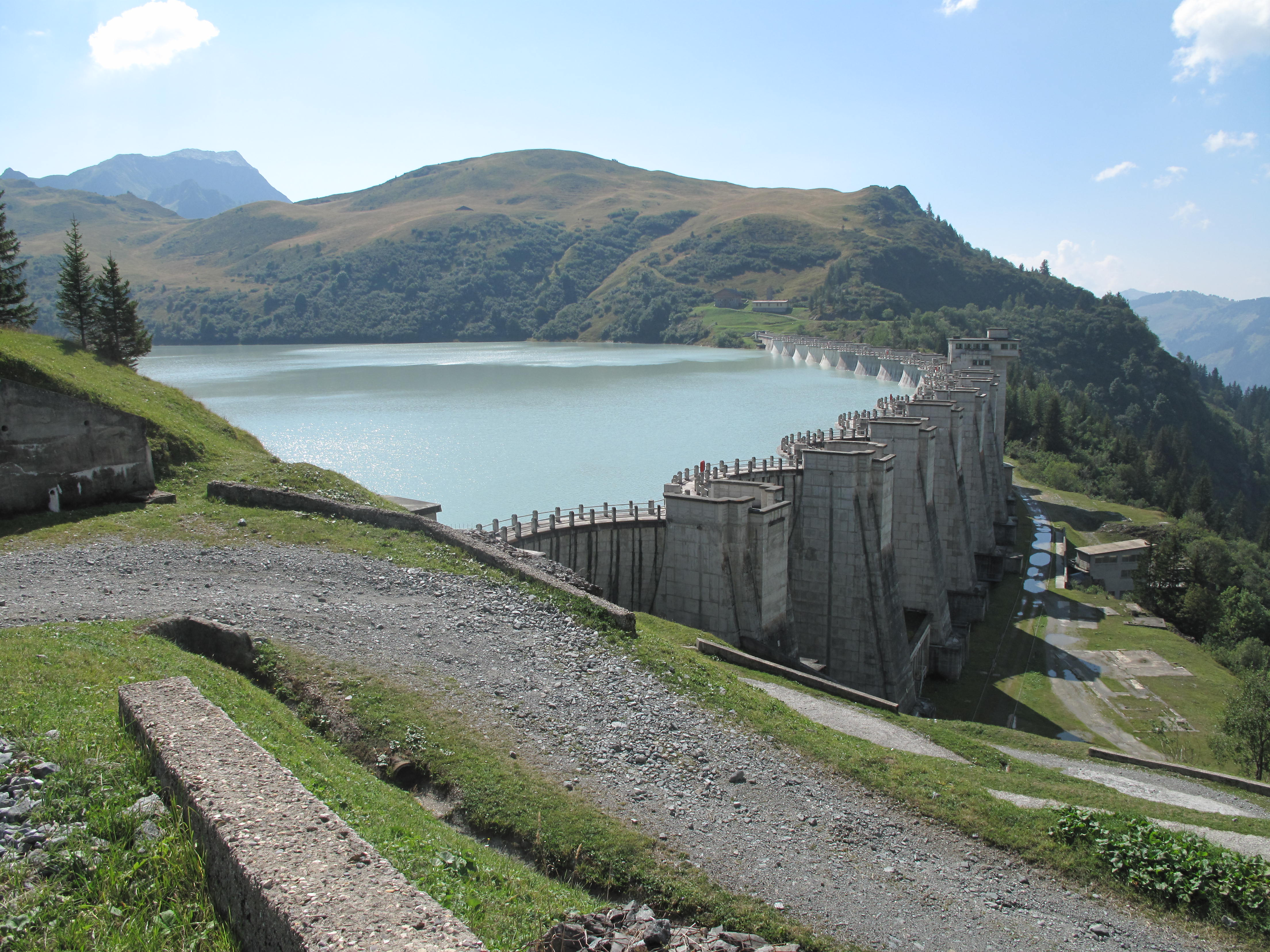
Represa de la Girotte

## Demografía
| 921 | 797 | 705 | 707 | 820 | 800 | 758 |
| Para los censos de 1962 a 1999 la población legal corresponde a la población sin duplicidades (Fuente: INSEE [Consultar]) |     |     |     |     |     |     |